# Marco Van Hees
Marco Van Hees (Sint-Agatha-Berchem, 15 maart 1964) is een Belgisch auteur en marxistisch politicus voor PVDA (PTB).

## Levensloop
Van Hees is licentiaat in de politieke wetenschappen aan de Université Libre de Bruxelles (ULB) en werkte als belastinginspecteur op de Federale Overheidsdienst Financiën in La Louvière, waar hij tevens syndicaal afgevaardigde was voor de socialistische vakbond FGTB. 
Onder het pseudoniem Marco Louvier publiceerde hij de lijsten met de belastingvoordelen van de Belgische coördinatiecentra, die in 2003 en 2007 door de Europese Commissie als strijdig met de Europese verdragen werden bestempeld. Later publiceerde Van Hees onder zijn eigen naam meerdere artikels en boeken over het Belgische belastingstelsel, in het bijzonder over de belastingkortingen voor multinationals en grote privéfortuinen. De meeste werken werden uitgegeven bij Éditions Aden en ook levert hij bijdragen voor Solidair, de partijkrant van de PVDA. Zijn bekendste werken zijn Belastingparadijs België (2013), La fortune des Boëls (2006), Didier Reynders. L’homme qui parle à l’oreille des riches (2007), en Banques qui pillent, banques qui pleurent (2010). In het boek De fiscale Frankenstein van Dr. Reynders (2008) bekritiseerde hij de notionele interestaftrek, die zeven jaar later opnieuw door de Europese Commissie als strijdig met de Europese verdragen werd bestempeld.
Hij was lijsttrekker voor de verkiezing van de Senaat bij de federale verkiezingen in 2010, maar werd niet verkozen. Bij de federale verkiezingen van 25 mei 2014 was hij lijsttrekker van de partij in de kieskring Henegouwen. De lijst behaalde 5,17 procentpunt en Van Hees werd verkozen in de Kamer van volksvertegenwoordigers met 5.488 voorkeurstemmen. Bij de verkiezingen van mei 2019 werd hij herkozen met 16.271 voorkeurstemmen, waarna hij lid van het Bureau van de Kamer werd. In de Kamer legde hij zich toe op het fiscaal beleid.
Marco Van Hees werd bij de federale verkiezingen van 9 juni 2024 lijstduwer voor zijn partij in Henegouwen. Hij raakte niet verkozen.

## Selectieve bibliografie
- C'est pas nous, c'est eux. Les fondements idéologiques de l'anti-tiers-mondisme, s.l., Éd. Dialogue des Peuples, 1990.
- La Fortune des Boël, Brussel, Éditions Aden, 2006, ISBN 2930402350.
- Didier Reynders. L’homme qui parle à l’oreille des riches, Brussel, Éditions Aden, 2007, ISBN  978 2 93040 245 1.
- Le Frankenstein fiscal du Dr. Reynders, Brussel, Éditions Aden, 2008, ISBN 978 2 93040 271 0.
- De fiscale Frankenstein van Dr. Reynders – Alles wat u nooit had mogen weten over de notionele intresten, uitgeverij Solidair
- Banques qui pillent, banques qui pleurent : enquête sur les profits et crises des banques belges, Brussel, Éditions Aden, 2010,  ISBN 978 2 80590 041 9.
- Les Riches aussi ont le droit de payer des impôts, Brussel, Éditions Aden, 2013, ISBN 978 2 80592 041 7.
- Belastingparadijs België, Brussel, EPO, 2013, ISBN 978 9 49129 757 1